# Honduras i olympiska vinterspelen 1992
Honduras deltog med en deltagare vid de olympiska vinterspelen 1992 i Albertville. Landets deltagare erövrade ingen medalj.

## Längdskidåkning
- Jenny Palacios-Stillo